# Саларлъ
Саларлъ (на турски: Salarlı) е село в Източна Тракия, Турция, вилает Одрин. Околия Узункьопрю.

## География
Селото се намира на 6 км югозападно от Узункьопрю.

## История
В XIX век Саларлъ е село в Узункьоприйска кааза в Одринския вилает на Османската империя. Според „Етнография на вилаетите Адрианопол, Монастир и Салоника“, издадена в Константинопол в 1878 година и отразяваща статистиката на населението от 1873 година, Саларли (Salarly) има 15 домакинства и 51 жители мюсюлмани.